# Oz (fiktivt land)

Oz flagga.

Oz är ett fiktivt land som första gången dök upp i L. Frank Baums bok Trollkarlen från Oz, som sedan blev filmen Trollkarlen från Oz.
Landet utvecklades mer och mer för varje bok som kommit ut i serien om landet Oz. Baum skrev totalt fjorton böcker om landet och dess märkliga invånare. Efter Baums död fortsatte Ruth Plumly Thompson att skriva böcker om landet.
Baum lär ha inspirerats av Lewis Carrolls fantasivärld Underlandet då han skapade Oz.
Grannlandet till Oz heter Mo.

## Källhänvisningar
1. ↑  The Wizard of Oz Encyclopedia: The Ultimate Guide to the Characters, Lands ... (2012), sid 17. Läst 25 oktober 2014. (engelska)